# قلعه حیدر (کرمان)
قلعه حیدر (کرمان)، روستایی از توابع بخش راین شهرستان کرمان در استان کرمان ایران است.

## جمعیت
این روستا در دهستان حسین‌آباد گروه قرار دارد و براساس سرشماری مرکز آمار ایران در سال ۱۳۸۵، جمعیت آن زیر سه خانوار بوده‌است.